# Geologia della Romania

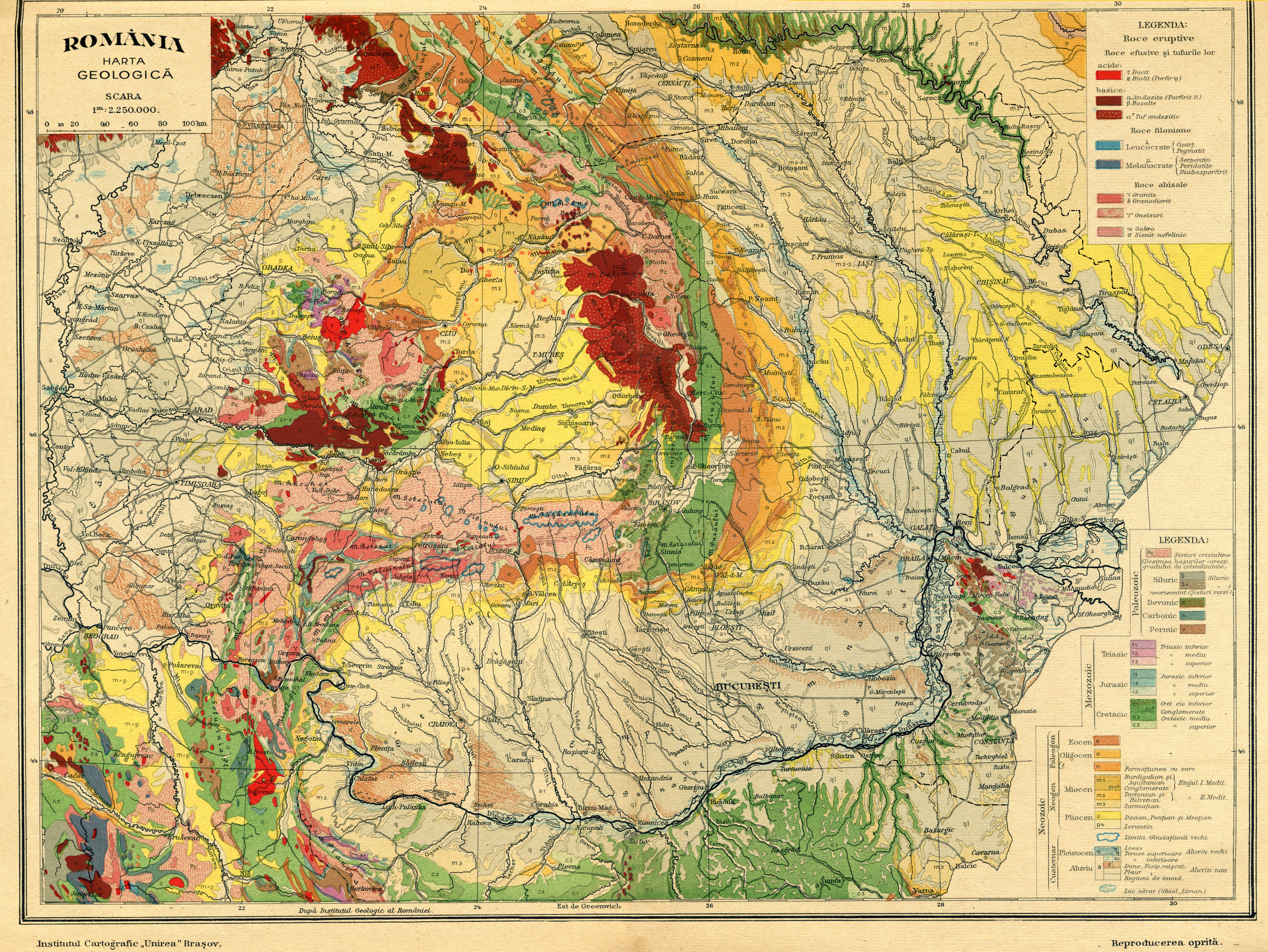
Carta geologica della Romania

La posizione della Romania a cavallo tra le zone strutturali del Bacino Pannonico, di quello Getico e del cratone Scita determina la sua struttura geologica, articolata intorno alla catena dei Carpazi, formatasi durante l'orogenesi alpina.
Il punto d'incontro delle tre strutture è la contea di Vrancea, epicentro di molti terremoti.
Rocce paleozoiche più antiche dell'orogenesi Ercinica affiorano in Dobrugia nei Monti Măcin.
Mentre l'altopiano della Transilvania è compreso tra il Bacino Pannonico a ovest e la Pianura del Danubio a sud; l'altopiano Moldavo è solcato dall'erosione fluviale, a causa dell'abbassamanto del livello di base durante il Messiniano, quando il Mediterraneo era separato dal Mar Nero.
I sedimenti più recenti del Neozoico, di origine fluviale, continentale ed eolica, che avevano ricoperto altopiani e pianure, sono a loro volta stati erosi dalla fusione post-glaciale avvenuta tra 12.000 e 9.000 anni fa.